# Pragwald
Pragwald je slovenska metal skupina iz Prebolda. Skupino sestavljajo:  Uroš Križnik (bobni), Iztok Kampuš (kitara), Pascal Rogl (vokal), Agrež Miro (kitara),  Primož Kumer (bas)
Nastopali so na Žuru pod Žvajgo, Fuck off commercial Festivalu in drugih prireditvah. Igrali skupaj s Xenophobia, Epidemic, Epidemic Zone, Game over, Sarcazm, Salem, Disharmonic Orchestra, Atrocity, Necrosis, Holly Moses, Phantasmagoria ... Leta 1991 so v studiju BonTon skupaj z  producentom Zvonko Tepeš posneli naslednje skladbe: In Nomine, Temple of sadness, Just a question ...Why?, Unlogical solution ter Pragwald blues. 
Kompilacija Growls II je objavila dve njihovi skladbi: Unlogical solution in In nomine. Poleg skupin Sentenced, Sinister, Exhumed, Demigod, Incantation in še drugih so Pragwald edina slovenska skupina na tej kultni kompilaciji.
Magazin No name je zapisal:
"Začeli so leta 1988 kot power metal skupina. Takrat so nastopili na par prireditvah, vendar so kasneje razpadli. Leta 1989 so se ponovno združili, tokrat s pevcem Pascalom Roglom (Epidemic, Ungött, Heptagram, Təma). Njihova zdajšnja zasedba so: Uroš Križnik (bobni), Iztok Kampuš (kitara), Miri Agrež (kitara), Primož Kumer (bas)  in Pascal Rogl (vokal). Njihovo glasbo bi lahko opisali kot agresivni Pragwald metal. Nekaj so sodelovali tudi z Atrocity, Disharmonic Orchestra, Pungent Stench, Holy Moses... Nedavno so posneli svoj debitantski demo, preprosto naslovljen kar Pragwald. Posnetek vsebuje 5 skladb. Pesmi so dobre, še posebno prvi dve. Glasba je brutalna z nekaj power metal napevi."